# Siegward Lönnendonker

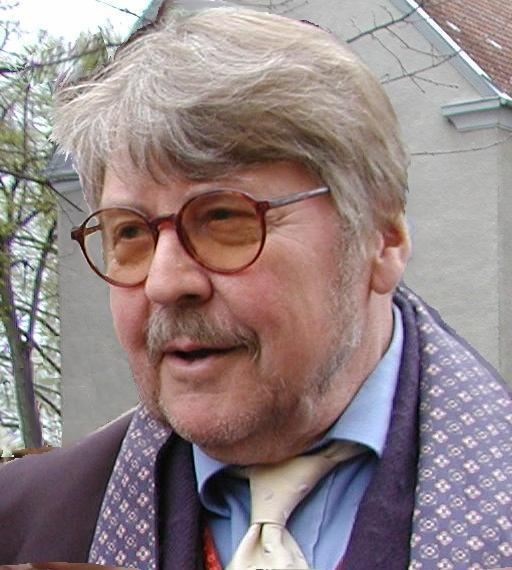
Siegward Lönnendonker (2016)

Siegward Rüdiger Lönnendonker (* 18. April 1939 in Rheydt; † 3. September 2022 in Berlin) war ein deutscher Soziologe und Experte für die Geschichte der Außerparlamentarischen Opposition. Das ab 1963 durch Sammlung von Lönnendonker aufgebaute Archiv Außerparlamentarische Opposition und soziale Bewegungen, kurz APO-Archiv, wurde 2004, mit rund 800 laufenden Regalmetern Umfang, in den Bestand des Universitätsarchivs der Freien Universität Berlin übernommen. Bis zu seinem Tod war Lönnendonker als ehrenamtlicher Mitarbeiter im Archiv tätig.

## Leben
Lönnendonkers Familie zog 1942 nach Bielefeld, wo sein Vater Karl Lönnendonker in der Rüstungsindustrie tätig war. Nach schweren Bombardements wurde er mit seiner Mutter Maria und seiner Schwester Hiltrud nach Halle (Westf.) evakuiert. Im Herbst 1945 wurde er in Bielefeld eingeschult, besuchte dort ab 1947 eine katholische Bekenntnisschule und anschließend von 1949 bis 1958 das staatlich-städtische Gymnasium zu Bielefeld, wo er das Abitur bestand. Ab 1958 studierte er zunächst Physik und Mathematik, ab 1963 dann Soziologie, Politologie und Psychologie an der Freien Universität Berlin.
1963 wurde er Hilfsassistent im damaligen „Institut für politische Wissenschaft“ (später: „Zentralinstitut für sozialwissenschaftliche Forschung“) der Freien Universität und sammelte – vorerst privat – Materialien der sich entwickelnden studentischen Revolte. 1963 wurde er Mitglied der Deutsch-Israelischen Studiengruppe (DIS), Vorsitzender der FU-Gruppe und arbeitete im israelischen Kibbuz Nachal-Oz. Seit 1962 war er im SDS.
1970 absolvierte Lönnendonker das Diplom in Soziologie mit einer Arbeit über den Berliner SDS. Von 1970 bis 1977 war er Assistent am Zentralinstitut für sozialwissenschaftliche Forschung (ZI 6, ehemals Institut für politische Wissenschaft) der FU Berlin, ab 1978 dort wissenschaftlicher Angestellter und zugleich Gründer und Leiter des Archivs „APO und soziale Bewegungen“, heute „APO-Archiv der Freien Universität“. 1987 promovierte er mit einer Arbeit zur Geschichte der Freien Universität Berlin. Er war lange Zeit Mitglied des Kuratoriums der FU.
Lönnendonker war Mitglied des Malteser Kreises, der das Redaktionskollegium der „Beiträge zur Wissenschaftsgeschichte der Freien Universität Berlin“ bildete.
1998/99 veranstaltete Lönnendonker zusammen mit Karol Kubicki zum 50-jährigen Jubiläum der FU eine Universitätsvorlesung über deren politische Geschichte mit beteiligten Zeitzeugen.
Angesichts der Fülle von Darstellungen über die „Rote Kaderschmiede FU“ sah er – selbst Ko-Autor von Büchern über die Studentenbewegung – seine vorrangige Aufgabe darin, mit den anderen Mitgliedern des Malteser Kreises eine bisher nicht vorhandene Dokumentation über die wissenschaftlichen Arbeiten der Freien Universität zu erstellen: die „Beiträge zur Wissenschaftsgeschichte der Freien Universität Berlin“, die 2015 mit dem siebenten Band abgeschlossen wurden.
Zur „Humboldt-Universität“ während der DDR-Zeit äußerte sich Lönnendonker kritisch: Die im Jahre 1949 erfolgte Umbenennung der alten „Friedrich-Wilhelms-Universität“ in „Humboldt-Universität“ sei einer „der größten Etikettenschwindel in der Geschichte der deutschen Universität“ gewesen. Als juristische Neugründung der Kommunisten mit dem Ziel der Umwandlung in eine „Parteihochschule sowjetischen Typs“ habe die HU „nicht mehr das Geringste mit den Vorstellungen von Humboldt zu tun“ gehabt. Das Ergebnis waren nach Lönnendonker „Unterdrückung und Verfolgung jeglicher Opposition durch Verhaftung und Verschleppung, Bespitzelung und Terror bis in die Hörsäle“. Die Freie Universität habe mit ihrer Gründung die Ideale Humboldts gerettet. Nach der Auszeichnung der FU im Elitewettbewerb bilanzierten Kubicki und Lönnendonker: „Nur die Weiterführung der Berliner Friedrich-Wilhelms-Universität im Humboldtschen Geiste der Freiheit von Lehre und Forschung konnte die Fortführung der wissenschaftlichen Tradition mit ihren Spitzenleistungen garantieren.“
Seit Juli 2004 war Siegward Lönnendonker „aktiver Rentner“.

## Publikationen

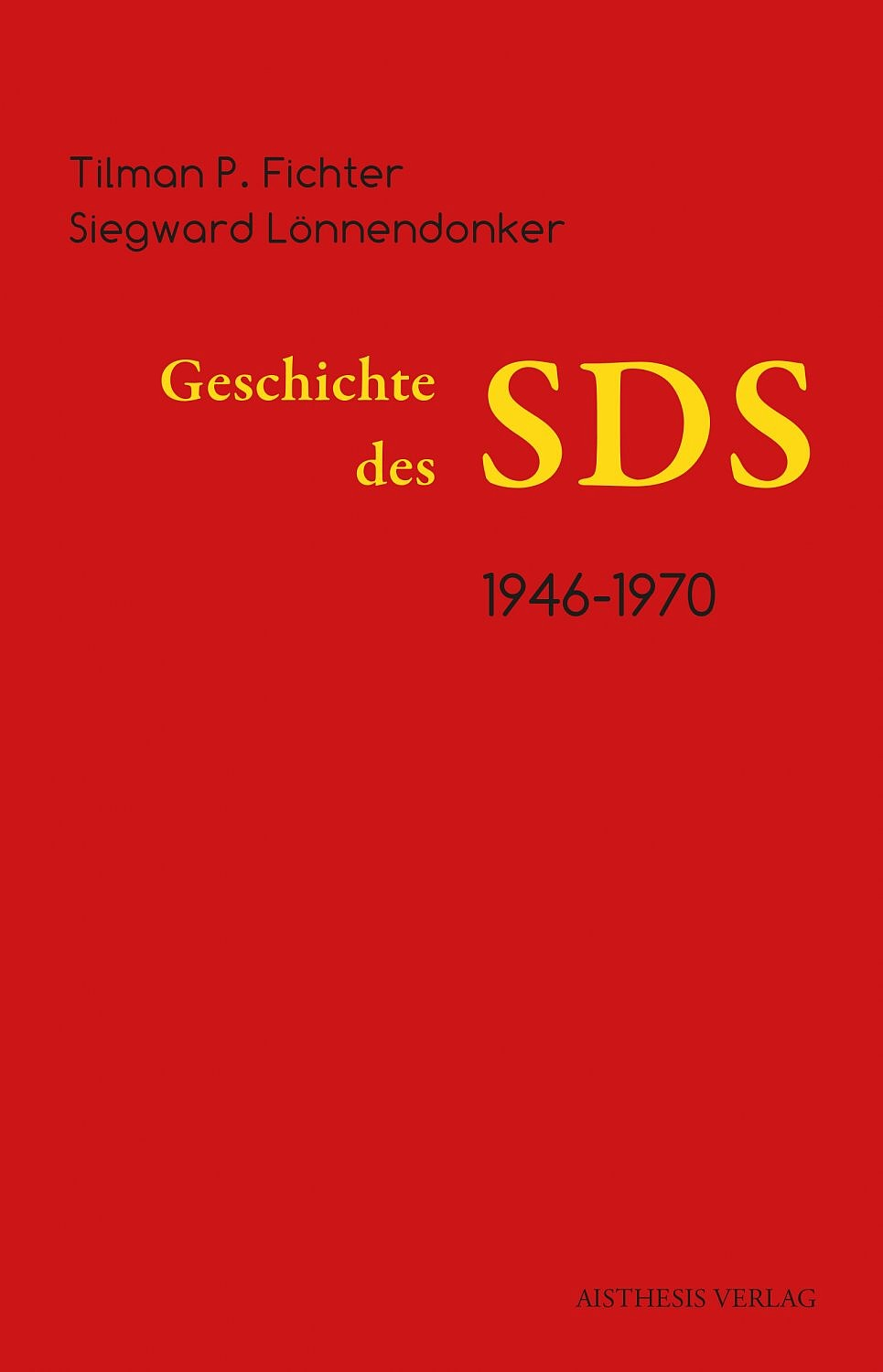
Tilman P. Fichter, Siegward Lönnendonker: Geschichte des SDS 1946–1970.

### Monografien
- Freie Universität Berlin. Gründung einer politischen Universität Berlin. Duncker & Humblot, Berlin 1988, ISBN 3-428-06490-9 (Zugleich: Dissertation, Freie Universität Berlin, 1987).
- mit Tilman Fichter: Kleine Geschichte des SDS – Der Sozialistische Deutsche Studentenbund von 1946 bis zur Selbstauflösung. Berlin 1977, ISBN 3-88022-174-X (jeweils erweitert: 2. Aufl. Berlin 1979; 3. Aufl. „Macht und Ohnmacht der Studenten“, Hamburg 1998; 4. Aufl. „Der Sozialistische Deutsche Studentenbund von Helmut Schmidt bis Rudi Dutschke“, Essen 2007 (mit Tilman Fichter): Dutschkes Deutschland: Der Sozialistische Deutsche Studentenbund, die nationale Frage und die DDR-Kritik von links, Eine deutschlandpolitische Streitschrift mit Dokumenten von Michael Mauke bis Rudi Dutschke (Mit einem Vorwort aus östlicher Sicht von Rolf Schneider und einem Vorwort aus westlicher Sicht von Christian Semler), Essen 2011, ISBN 978-3-8375-0481-1).
- mit Bernd Rabehl und Jochen Staadt: Die antiautoritäre Revolte. Der Sozialistische Deutsche Studentenbund nach der Trennung von der SPD. Band 1: 1960–1967 (= Schriften des Zentralinstituts für Sozialwissenschaftliche Forschung der Freien Universität Berlin. Bd. 91). Westdeutscher Verlag, Opladen/ Wiesbaden 2002, ISBN 3-531-13301-2.
- mit Tilman P. Fichter: Geschichte des SDS 1946–1970. Mit einem Vorwort von Klaus Meschkat und einem Bildteil von Klaus Mehner. Aisthesis Verlag, Bielefeld 2018, ISBN 978-3-8498-1259-1 (zuvor vier jeweils erweiterte Auflagen, teils unter dem Titel „Kleine Geschichte des SDS“).
- mit Tilman P. Fichter: Genossen! Wir haben Fehler gemacht, Der Sozialistische Deutsche Studentenbund 1946–1970 – Der Motor der 68er Revolte. Schüren, Marburg 2021, ISBN 978-3-7410-0275-5 (wesentlich erweiterte Auflage).

### Herausgeber
- mit Jochen Staadt: 1968 - Vorgeschichte und Konsequenzen, Dokumentation der Ringvorlesung (von Theo Pirker, Siegward Lönnendonker und Jochen Staadt) vom Sommersemester 1988 an der Freien Universität Berlin. In: Kalaschnikow – Wissenschafts- und gesellschaftskritische Schrift. Nr. 2/97 (Sondernummer), Berlin 1997.
- Linksintellektueller Aufbruch zwischen „Kulturrevolution“ und „kultureller Zerstörung“. Der Sozialistische Deutsche Studentenbund (SDS) in der Nachkriegsgeschichte (1946–1969), Dokumentation eines Symposiums (= Schriften des Zentralinstituts für Sozialwissenschaftliche Forschung der Freien Universität Berlin. Bd. 91). Westdeutscher Verlag, Opladen/ Wiesbaden 1998, ISBN 3-531-13099-4.
- mit Karol Kubicki: 50 Jahre Freie Universität Berlin aus der Sicht von Zeitzeugen. Berlin 2002, ISBN 3-929532-60-3.
- Karol Kubicki, Siegward Lönnendonker (Hrsg.): Beiträge zur Wissenschaftsgeschichte der Freien Universität Berlin:
  - Bd. 1: Die Freie Universität Berlin 1948–2007 – Von der Gründung bis zum Exzellenzwettbewerb. Göttingen 2009, ISBN 978-3-89971-474-6 (im Anhang: ein Beitrag über die linken Gruppierungen einschließlich Kurzcharakterisierungen der K-Gruppen, eine Dokumentation der Störungen von Lehrveranstaltungen an der Freien Universität in der Zeit vom WS 1969/70 bis zum WS 1970/71 sowie der Wortlaut der Erprobungsklausel, der Bund-Länder-Vereinbarung »Exzellenzwettbewerb« und eine Liste der Partnerschaften und Kooperationen bis 2006).
  - Bd. 2: Die Geschichtswissenschaften an der Freien Universität Berlin. Göttingen 2009, ISBN 978-3-89971-475-3 (mit Beiträgen von Ernst Baltrusch, Dietrich Kurze, Knut Schulz, Henning Köhler, Wolfram Fischer und Jürgen Kocka).
  - Bd. 3: Die Naturwissenschaften an der Freien Universität Berlin. Göttingen 2010, ISBN 978-3-89971-476-0 (mit Beiträgen von Karl Peter Grotemeyer, Martin Aigner, Gerhard Berendt, Helmut Gabriel, Eckart Matthias, Helmut Baumgärtel, Volker Jacobshagen, Jürgen Fischer, Walter Franke, Peter Giese, Helmut Keupp, Karl Lenz, Michael Schaale, Werner Wehry, Karl-Heinz Frömming, Claus Schnarrenberger, Ekkehard Höxtermann und H. Walter Lack).
  - Bd. 4: Die Kultur- und Ethno-Wissenschaften an der Freien Universität Berlin. Göttingen 2011, ISBN 978-3-89971-856-0 (mit Beiträgen von Egon Renner, Johannes Renger, Rainer Voigt, Detlef Foljanty, Mechthild Leutner, Siegfried Baske, Hans-Joachim Torke, Heinz Ickstadt und Reinhard Liehr und einem Nachtrag über Biochemie von Eberhard Riedel).
  - Bd. 5: Religionswissenschaft, Judaistik, Islamwissenschaft und Neuere Philologien an der Freien Universität Berlin. Göttingen 2012, ISBN 978-3-89971-954-3 (mit Beiträgen von Klaus Heinrich, Monika Daumenlang, Anja Middelbeck-Varwick, Friedrich-Wilhelm Marquardt, Peter Schäfer, Klaus Herrmann, Gottfried Müller, Hartmut Eggert, Eberhard Lämmert, Hans-Dieter Gelfert und Michael Kaehne).
  - Bd. 6: Gesellschaftswissenschaften an der Freien Universität Berlin – Erziehungswissenschaft, Psychologie, Hochschuldidaktik, Politikwissenschaft, Forschungsverbund SED-Staat, Kommunikationswissenschaften, Soziologie und Tourismus. Göttingen 2013, ISBN 978-3-8471-0141-3 (mit Beiträgen von Harald Scholtz †, Michael-Sören Schuppan, Wolfgang Schönpflug, Horst-Peter Brauns, Brigitte Berendt, Gerhard Göhler, Hubertus Buchstein, Tilman Fichter, Siegward Lönnendonker, Klaus Schroeder, Gernot Wersig, Ulrich Neveling, Heiner Ganßmann und Günther Haedrich und Kristiane Klemm).
  - Bd. 7: Die Altertums- und Kunstwissenschaften an der Freien Universität Berlin. Göttingen 2015, ISBN 978-3-8471-0427-8 (mit Beiträgen von Adolf H. Borbein, Ursula Moortgat-Correns †, Klaus Bruhn, Matthias Fritz, Erika Fischer-Lichte, Christian Pischel, Danny Gronmaier, Cilli Pogodda, David Gaertner, Tobias Haupts und Nachträgen über Rechts- und Wirtschaftswissenschaften von Heinz Rieter und Gisela Simmat).

### Dokumentation (ORC digitalisiert auf CD)
- mit Tilman Fichter: Freie Universität Berlin 1948–1973 – Hochschule im Umbruch.
  - Teil I (1945–1949) Gegengründung wozu? Berlin 1973.
  - Teil II (1949–1957) Konsolidierung um jeden Preis. Berlin 1974.
  - Teil III (1958–1964) Auf dem Weg in den Dissens. Berlin 1974.
  - mit Tilman Fichter und Jochen Staadt: Teil IV (1964–1967) Die Krise. Berlin 1975.
  - mit Peter Jahn, Annemarie Kleinert, Jochen Staadt: Teil V (1967–1969) Gewalt und Gegengewalt. Berlin 1983.
  - Teil VI (1969–1973) Die oktroyierte Reform. Berlin 1990.